# Enumeratio Plantarum Omnium Hucusque Cognitarum
Enumeratio Plantarum Omnium Hucusque Cognitarum (abreviado Enum. Pl.) es un libro con descripciones botánicas que fue escrito por Carl Sigismund Kunth y editado en 5 volúmenes en los años 1833-1850. Fue publicado con el nombre de Enumeratio Plantarum Omnium Hucusque Cognitarum, Secundum Familias Naturales Disposita, Adjectis Characteribus, Differentiis, et Synonymis.